# Биела (провинция)
Биела (на италиански: Provincia di Biella) е провинция в Италия, в региона Пиемонт.
Площта ѝ е 913 км², а населението – около 188 000 души (2007). Провинцията включва 74 общини, административен център е град Биела.

## Административно деление
Провинцията се състои от 74 общини:
- Биела
- Айлоке
- Андорно Мика
- Бена
- Биольо
- Бориана
- Брузненго
- Валанценго
- Валденго
- Валдилана
- Вале Сан Николао
- Вельо
- Вероне
- Вивероне
- Вила дел Боско
- Виланова Биелезе
- Виляно Биелезе
- Галянико
- Граля
- Джифленга
- Дзимоне
- Дзубиена
- Дзумаля
- Донато
- Дорцано
- Каваля
- Казапинта
- Калабиана
- Камандона
- Камбурцано
- Кампиля Черво
- Кандело
- Каприле
- Кастелето Черво
- Коджола
- Косато
- Кревакуоре
- Куареня Черето
- Курино
- Лесона
- Маняно
- Масаца
- Масерано
- Мецана Мортилиенго
- Миаляно
- Монграндо
- Моталчата
- Муцано
- Нетро
- Окиепо Инфериоре
- Окиепо Супериоре
- Петиненго
- Пиато
- Пиедикавало
- Полоне
- Пондерано
- Портула
- Пралунго
- Прай
- Розаца
- Ронко Биелезе
- Рополо
- Сала Биелезе
- Салусола
- Саляно Мика
- Сандиляно
- Сордеволо
- Состеньо
- Строна
- Тавиляно
- Терненго
- Толеньо
- Торацо
- Черионе